# Взрыв в Леонтьевском переулке
Взрыв в Леонтьевском переулке 25 сентября 1919 года — террористический акт, совершённый группой анархистов с целью уничтожения руководства московского комитета РКП(б). В результате взрыва брошенной террористом Соболевым бомбы погибли 12 человек, ещё 55 получили ранения.

## Теракт
25 сентября 1919 года в помещении Московского комитета РКП(б), расположенного в Леонтьевском переулке, проходило заседание по вопросам о постановке агитации и выработке плана работы в партийных школах. Среди присутствовавших были ответственные партийные работники Москвы, районные делегаты, агитаторы и лекторы, всего около 100—120 человек. Все они были размещены в тесноте в небольшой комнате. Первыми свои доклады зачитали член ЦК партии Николай Бухарин, а также известные большевики Михаил Покровский и Евгений Преображенский, собрание приступило к разбору представленного к рассмотрению плана организации партшкол. В это время часть собравшихся начала расходиться. Председатель собрания А. Ф. Мясников предложил желающим уйти поскорее освободить помещение, так как шум мешал проведению собрания. В этот самый момент, приблизительно со стороны предпоследнего ряда, около окна в сад, раздался громкий треск. Присутствующие в помещении одновременно побежали к дверям, где мгновенно образовались заторы.
Как впоследствии утверждали очевидцы, секретарь Московского комитета РКП(б) Владимир Загорский выскочил из-за стола президиума, бросился в сторону упавшей на пол бомбы, крича на ходу: «Спокойнее, ничего особенного нет, мы сейчас выясним, в чём дело». Возможно, это внесло успокоение в толпу делегатов, и именно поэтому значительной части из них удалось покинуть помещение до взрыва. Вскоре после падения бомбы на пол произошла её детонация. Как впоследствии удалось установить, преступники скрылись через калитку в сторону Чернышевского переулка.

## Последствия теракта
В результате взрыва сильно пострадал дом, особенно его тыльная сторона. Фасад и парадная лестница пострадали сравнительно несильно. Спереди были выбиты все стёкла, местами сорваны рамы и двери. В полу помещения бомба пробила большую дыру, около трёх метров в диаметре. Сила взрыва была такова, что в полу были переломлены две толстые балки. Вся задняя часть здания рухнула в сад, туда же упала снесённая взрывом железная крыша.
Разбор завалов и извлечение убитых и раненых начались примерно спустя пятнадцать минут после взрыва. Работа длилась всю ночь. Больше всего убитых и тяжелораненых было в средних и задних рядах; те, кто сидел в передних рядах и в президиуме, получили ушибы и контузии. На место взрыва прибыли почти в полном составе участники пленума Моссовета.
Тела девяти погибших при взрыве были перенесены в цинковых гробах в Дом Союзов. 28 сентября 1919 года были проведены массовые митинги, на которых рабочие и военнослужащие несли плакаты с лозунгами:
- «Ваша мученическая смерть — призыв к расправе с контрреволюционерами!»
- «Ваш вызов принимаем, да здравствует беспощадный красный террор!»
- «Бурлацкая душа скорбит о вашей смерти, бурлацкие сердца убийцам не простят!»
- «Не будем плакать об убитых, тесней сомкнём свои ряды!»
- «Вас убили из-за угла, мы победим открыто!»

В тот же день погибшие были захоронены в братской могиле у Кремлёвской стены. С речами, посвящёнными их памяти, выступили Каменев, Троцкий, Калинин, Зиновьев.

### Жертвы
В результате теракта погибло в общей сложности 12 человек:
1. Сотрудница губкома РКП(б) Мария Волкова (скончалась 29 сентября 1919 года в больнице);
2. Работница Хамовнического райкома РКП(б) Ирина Игнатова;
3. Секретарь Московского комитета РКП(б) Владимир Загорский;
4. Секретарь Железнодорожного райкома РКП(б) Анфиса Николаева;
5. Агитатор Алексеево-Ростокинского райкома РКП(б) Георгий Разорёнов-Никитин;
6. Агитатор Григорий Титов;
7. Сотрудница Московского комитета РКП(б) Анна Халдина;
8. Член Моссовета Николай Кропотов;
9. Член Реввоенсовета Восточного фронта Александр Сафонов;
10. Абрам Кваш;
11. Слушатель Центральной партшколы Соломон Танкус;
12. Слушатель Центральной партшколы Колбин.

Среди 55 раненых были Николай Бухарин, получивший во время взрыва ранение в руку, и будущий член политбюро ЦК КПСС Арвид Пельше.

## Расследование теракта
25 сентября 1919 года в газете «Анархия» было опубликовано заявление, в котором ответственность за совершение террористического акта взяла на себя анархистская группировка «Всероссийский повстанческий комитет революционных партизан». За расследование теракта взялась Московская Чрезвычайная комиссия. Организатор теракта Казимир Ковалевич и бомбометатель Пётр Соболев были убиты при задержании, так как отчаянно отстреливались и бросали бомбы. Ещё семь анархистов совершили самоподрыв дачи на станции Красково, когда поняли, что окружены чекистами. Ещё один, некий Барановский, остался в живых и был арестован. Восемь участников подготовки теракта — Гречаников, Цинципер, Домбровский, Восходов, Николаев, Исаев, Хлебныйский и уже упоминавшийся Барановский — были расстреляны по постановлению МЧК.

## В литературе
- М. А. Алданов в 1936 г. опубликовал очерк «Взрыв в Леонтьевском переулке», где связывал «анархистов подполья» с махновцами.
- Черепанову, одному из лидеров левых эсеров, в сотрудничестве с анархистами подготовившему взрыв, В. Ф. Ходасевич посвятил одноимённый очерк.
- Повесть Т. Гладкова «Взрыв в Леонтьевском».
- А. Соловьёв. «Взрыв в Леонтьевском». Из книги «Волки гибнут в капканах». Москва. «Воениздат». 1976.
- Мих. Осоргин. Глава "Взрыв". Из романа "Сивцев Вражек". Москва, "Московский рабочий", 1990.

## В кино
- Фильм «О друзьях-товарищах»[2][3]

## Галерея[4]
- Передовица газеты «Анархия» с декларацией анархистов
- Сорванные в результате взрыва двери
- Взорванная дача в Красково
- Тела Кваша (сверху) и Кропотова (снизу)
- Тела Николаевой (слева) и Сафонова (справа)
- Мёртвый Казимир Ковалевич
- Мёртвый Пётр Соболев
- Разбор завалов на месте взрыва
- Гробы в колонном зале Дома Союзов
- Похороны погибших
- Л. Д . Троцкий на митинге, посвященном похоронам жертв взрыва